# 浜野矩随
浜野 矩随（はまの のりゆき、元文元年（1736年）- 天明7年8月29日（1769年11月23日））は、江戸時代中期の装剣金工家である。通称は忠五郎。号は蓋雲堂、望窓軒、青柳軒、生寿軒等。

## 経歴
浜野派を開いた浜野政随の門人となり、装剣金工を学ぶ。10代後半で師から浜野の苗字と矩随の名を許されて、江戸の神田の小柳町（現在の神田須田町）に住んだ。浜野派の豪快な高肉彫りと共に杉浦乗意の影響を受けて肉合彫りの研鑽にもはげみ、色絵を施した独自の境地を創りあげて、師と共に浜野流の興隆に大きく貢献した。
落語『浜野矩随』のモデルとされており、同作では装剣金工家の浜野矩康の子とされているが、「浜野矩随」の名乗りは浜野派を開いた師匠由来のものであるため、事実ではない。